# موجودين
موجودين، أو مبادرة موجودين للمساواة، هي منظمة غير حكومية  تدافع عن حقوق الأقليات المهمشة في تونس و بالأساس أفراد مجتمع الميم التونسي.

## التاريخ
أنشئت المنظمة سنة 2014 من قبل نشطاء وناشطات نسويين و نسويات و من مجتمع الميم يقاتلون ضد الانحياز الجنسي المغاير، رهاب المثلية، رهاب ازدواجية الميل الجنسي، رهاب التحول الجنسي والتمييز على أساس الجنس أو أي شكل آخر من أشكال التمييز على أساس التوجه الجنسي والهوية الجنسية والتعبير الجندري والخصائص الجنسية. توفر المنظمة مساحات أمنة لمساندة الأفراد إضافة إلى دعم نفسي لضحايا هذا التمييز. توفر المنظمة أماكن إستماع بين أفراد المجموعة/ المجتمع وإضافة إلى توفير معلومات حول حقوق الأفراد المنتمين إلى مجتمع الميم بتونس تونسيين كانو أو أجانب.

## المهمة

### التوعية والمراقبة
منظمة موجودين تنشر بصفة دورية تقارير عن حقوق المثليين من أجل تعزيز حقوق الإنسان ، وخاصة الحقوق الجنسية والجسدية، كما يقدم أعضاؤها تدخلات في المساحات الجامعية.
لدى الجمعية شبكة من المهنيين الصحيين (الأطباء النفسيون والأطباء) والأخصائيين القانونيين (المحامين) بالإضافة إلى القيام بأعمال دعوية مهمة للطعن في حالات الاحتجاز التعسفي التي تتعلق فقط بالهوية الجنسية أو التوجه الجنسي للأفراد وحتى حالات التعذيب الأخرى من قبل الشرطة.

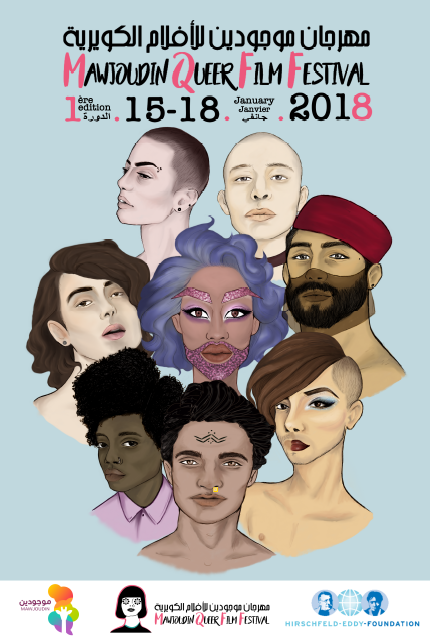
الملصق الإعلاني الرسمي للنسخة الأولى من المهرجان

كما تقدم هذه الجمعية ورش عمل تسمح بتوسيع شبكة الأشخاص الحساسين لهذه القضية ، إضافة إلى إقامة أعمال تضامن ضمن شبكتها.

أنتج بعض الأعضاء أيضًا كاريكاتير بناءً على شهادات من أفراد مجتمع الميم.

### مهرجان موجودين للأفلام الكويرية
منذ سنة 2018، تنظم موجودين كل عام مهرجان موجودين للأفلام الكويرية وسط مدينة تونس، وهو أول مهرجان من نوعه في البلاد وفي شمال أفريقيا.

## شركاء
من بين شركاء الجمعية  الدوليين مؤسسات تعمل خارج موضوع مجتمع الميم التونسي. المنظمة جزء من الائتلاف التونسي لحقوق المثليين مع جمعيات أخرى مثل جمعية شوف التي تنظم المهرجان النسوي السنوي شفتهنا، و دمج.